# Bo Ichikawa
Bo Ichikawa es un músico y cantante peruano. Vocalista principal de una de las bandas más importantes de rock and roll durante la década de lo 1960 Telegraph Avenue.
En los años 80 saca un 45 r. p. m. como "B/O", Bo como vocalista y junto a Alex Nathanson ya como guitarrista (ambos miembros de Telegraph Avenue), donde se obtiene la canción “En setiembre de '86 / Set. 1986”.
Actualmente es dueño de la empresa Ichikawa Sonido Iluminación.

## Biografía
Nació en Lima en 1946, hijo de padres japoneses y primo de César Ychikawa, inmigrantes procedentes de Yamanashi. A los 4 años viaja a Huancayo donde pasa su niñez y parte de su adolescencia y para culminar su secundaria, retornó a Lima. En 1964 ingresó a la Facultad de Economía de la Universidad Nacional Mayor de San Marcos y a la vez formó parte del coro de la universidad. Tuvo como compañero de estudios a Javier Román quien luego lo invitaría formar parte de Telegraph Avenue, banda con la que alcanzaría la fama y popularidad a nivel nacional. En 1969 viajó a Estados Unidos en donde permaneció ocho meses. Posteriormente viajó a Japón. Volvió a finales de 1972 con la idea de cerrar para siempre el capítulo del canto, grabando el disco El Retorno de Telegraph Avenue.
Actualmente trabaja para la Universidad de Piura y tiene su propia empresa

## Carrera con Telegraph Avenue
En 1965 , cuando Gerardo Manuel quien en ese entonces era vocalista de la banda decide pasar a ser vocalista de Los Shain's, Javier Román (compañero de la universidad) lo invita a ser el vocalista de la banda. En 1967 la revista Billboard, los calificó como la Mejor Agrupación Latina de ese año. En 1969 deja la banda para ejercer sus estudios de Comercio exterior. En 1972 retorna al Perú y hace una última grabación con Telegraph Avenue, la cual se tituló El Retorno de Telegraph Avenue. En 1999 realizó una presentación con toda la alineación original en el Teatro Peruano Japonés.

## Carrera con B/O
La banda comenzó a mediados en los 80 junto a Álex Natanson como guiarrista, Bo Ichikawa como vocalisata, después se les uniría Lucho Saito ex integranto de Los Broncos, banda de los 70, quien sería el baterista; la banda sólo duró un año que fue el mismo año que sacaron su primer y único 45 r. p. m. "El setimbre de 86" por la disquera MAG, el cual tuvo mucha difusión como número uno en las radios locales de Perú, el 45 tenía la misma canción en las dos caras, sólo que en el lado B se le podía oír más los teclado que en el lado A; aun así se separaron; Bo Ichikawa estudió ingeniería y administración de empresas, y Lucho Saito arquitectura, Alex Natanson por otro lado se quedó en la música pero ya como bajista de la banda JAS.